# Cyrtandra filibracteata
Cyrtandra filibracteata är en tvåhjärtbladig växtart som beskrevs av Brian Laurence Burtt. Cyrtandra filibracteata ingår i släktet Cyrtandra och familjen Gesneriaceae. Inga underarter finns listade i Catalogue of Life.